# Sinarjaya (Mandalawangi)
Sinarjaya is een bestuurslaag in het regentschap Pandeglang van de provincie Banten, Indonesië. Sinarjaya telt 3993 inwoners (volkstelling 2010).